# 1927 în literatură
Anul 1927 în literatură a implicat o serie de evenimente și cărți noi semnificative. 

## Cărți noi
- Alăuta românească / N. Cartojan.- București :  [sn] , 1927
- Albumul istoriei românilor / N.A. Constantinescu.- București :  [sn] , 1927
- Amintiri despre Ion Creangă / Th. D. Sperantia.- Iași : Viața Românească, 1927
- Cîteva zile prin Spania / Nicolae Iorga .- București : Editura Casa Școalelor, 1927

## Premii
- Premiul Nobel pentru Literatură:

Henri Bergson, Franța